# میتسوبیشی ماون

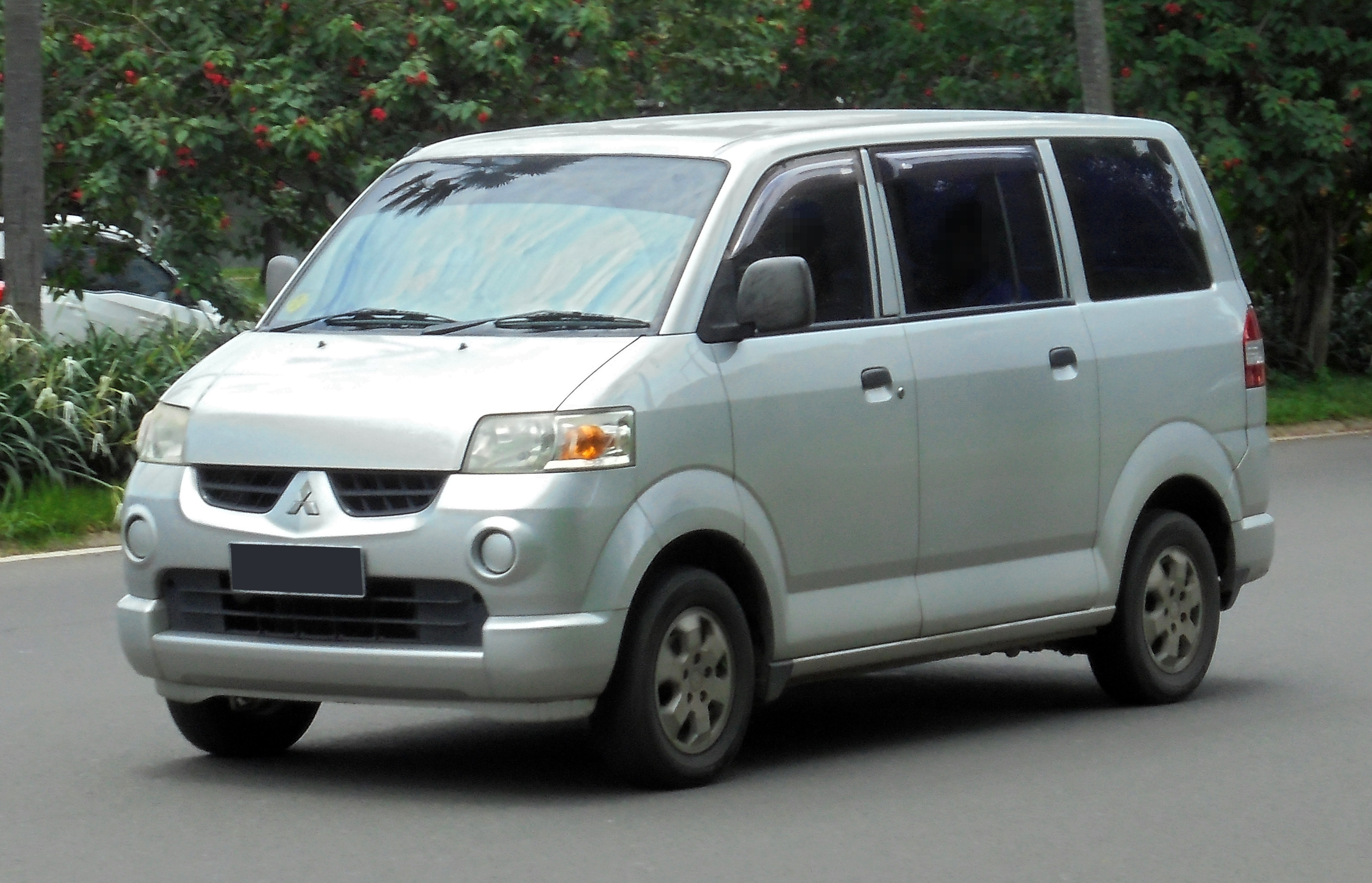
میتسوبیشی ماون ۲۰۰۷ نقره‌ای

میتسوبیشی ماون (Mitsubishi Maven) خودرویی است که از سال ۲۰۰۵ تا کنون در اندونزی تولید شده‌است.
این خودرو در کلاس مینی ام‌پی‌وی قرار گرفته و است. سیستم جعبه‌دندهٔ آن ۵ دنده به صورت دستی است.